# Thalassius majungensis
Thalassius majungensis är en spindelart som beskrevs av Embrik Strand 1907. Thalassius majungensis ingår i släktet Thalassius och familjen vårdnätsspindlar.
Artens utbredningsområde är Madagaskar. Inga underarter finns listade i Catalogue of Life.